# Pere Joan Jansana
Pere Joan Jansana (Catalunya, segle XVII) fou cantor i organista. Es desconeixen referències sobre el seu naixement o procedència i així mateix sobre la data de la seva mort.
Es reconeixen diferents variants del seu cognom. Tot i que Jansana és el més comú i el qual apareix en tota la documentació sobre aquest músic, es troben també, tot i que en molt poques ocasions, referències als cognoms Gensana, Llansá, Llansana Mates. Aquestes darreres variants es troben sobretot en referències al període en què estava en actiu.
Segons sembla, pels volts del 1611 inicià el seu principal ofici com a cantor, en la veu de contralt. Apareix una referència sobre el músic en un AC datat del 7 de juny de 1652, moment en el qual Barcelona es trobava immersa en la pesta. En aquest document, es refereix al músic amb el cognom de Llansana Mates i el nomena com a organista mentre duri el setge de la ciutat. La forma que es refereix a Jansana sigui Llansá queda avalada per la acta AC del 25 de febrer de 1653 on s'admet a Sorobio com a dormitorer per substituir a Llansá. Realment el dormitorer era Jansana. Tot i així en alguns documents apareix la forma Gensana també per referir-se a ell concretament a la acta AC de l'1 de juliol de 1665 on se'l acomiada amb una acusació argumentant que havia anat a cantar “un albat” a cant d'orgue a Santa Maria del Mar sense autorització. Va ser readmès després de demostrar que no havia comès aquesta falta. L'última referència on tenim constància del músic és del 3 de juliol de 1666 degut a la seva jubilació on consta que havia servit durant 55 anys.